# Cuillère à soupe chinoise
 (février 2023).
Si vous disposez d'ouvrages ou d'articles de référence ou si vous connaissez des sites web de qualité traitant du thème abordé ici, merci de compléter l'article en donnant les références utiles à sa vérifiabilité et en les liant à la section « Notes et références ».

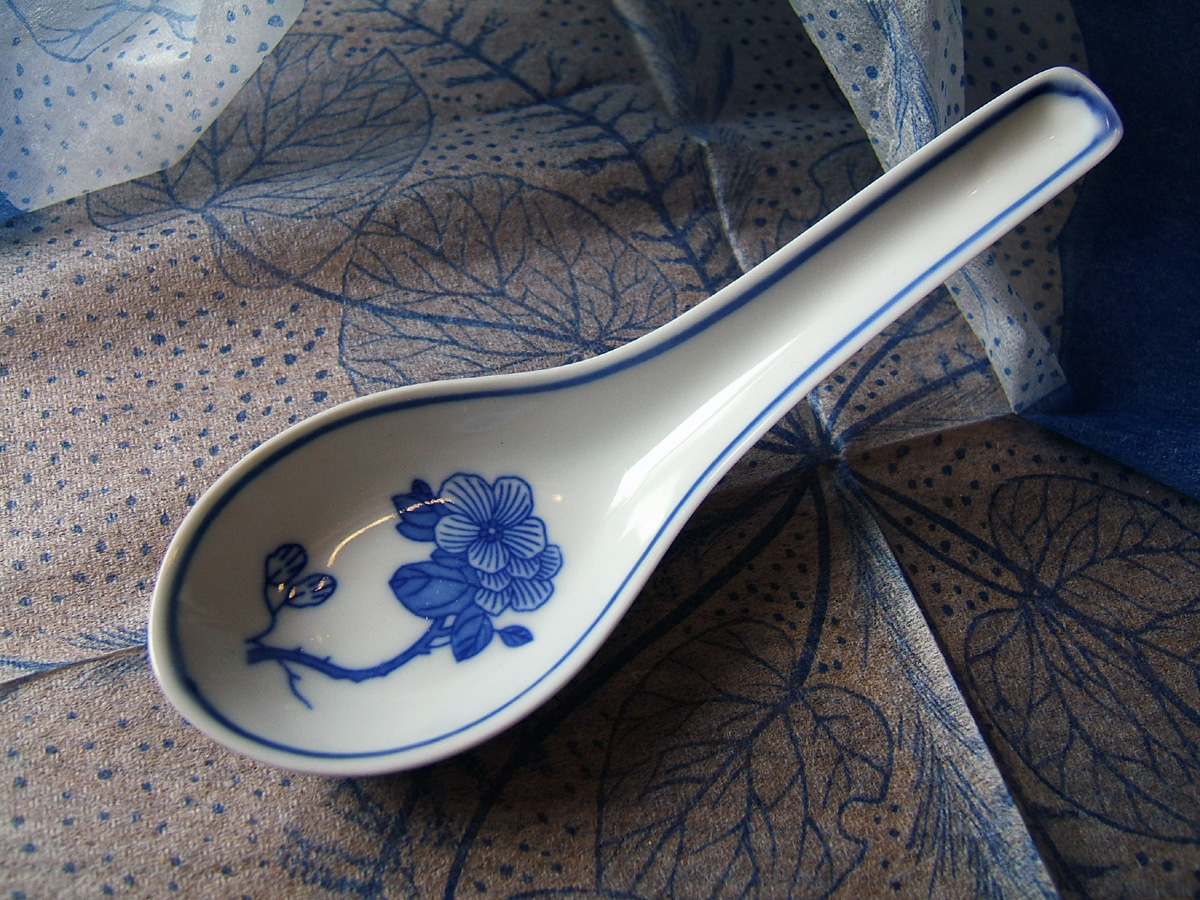
Cuillère à soupe chinoise en porcelaine.

Une cuillère à soupe chinoise est un type de cuillère à soupe traditionnel en Chine.

## Description
Il s'agit d'une cuillère courte dont le creux du cuilleron est très prononcé, le fond étant généralement plat.

## Nom
Ce type de cuillère est appelé 湯匙 (tāngchí) en chinois, soit littéralement « cuillère à soupe ».
En japonais, le terme équivalent est 散り蓮華 (chirirenge).